# Каролев (Груєцький повіт)
Каролев (пол. Karolew) — село в Польщі, у гміні Пневи Груєцького повіту Мазовецького воєводства.
Населення — 215 осіб (2011).
У 1975-1998 роках село належало до Радомського воєводства.

## Демографія
Демографічна структура станом на 31 березня 2011 року:
|          | Загалом | Допрацездатний вік | Працездатний вік | Постпрацездатний вік |
| -------- | ------- | ------------------ | ---------------- | -------------------- |
| Чоловіки | 106     | 24                 | 67               | 15                   |
| Жінки    | 109     | 19                 | 59               | 31                   |
| Разом    | 215     | 43                 | 126              | 46                   |